# Wilhelm Levysohn
Friedrich Wilhelm Levysohn (geboren als Wolf Levysohn am 26. Mai 1815 in Glogau, Provinz Schlesien, Königreich Preußen; gestorben 25. Mai 1871 in Grünberg, Provinz Schlesien) war ein schlesischer Verleger und  Abgeordneter der Frankfurter Nationalversammlung 1848/49.

## Leben und Wirken
Der Vater Samuel (oder Heyman?) Levysohn war ein jüdischer Kaufmann, Mitglied des Stadtrats und des Vorstands der jüdischen Gemeinde in Glogau, die Mutter war Blümchen, geborene Speier.   Er hatte mehrere Geschwister.
Levysohn studierte von 1835 bis 1838 Rechts- und Kameralwissenschaften in Berlin und promovierte 1838 mit 23 Jahren in Jena zum Dr. phil. Er konnte aber keine juristische Laufbahn wegen seiner jüdischen Herkunft einschlagen.
Anschließend leistete er seinen Militärdienst als Einjährig-Freiwilliger in Schweidnitz und absolvierte eine Buchhändlerlehre in Grünberg.

### Verlegerische Tätigkeit in Grünberg
1839 übernahm Levysohn eine Buch-, Kunst- und Musikalienhandlung in Grünberg und gründete einen Verlag. 1840 beteiligte er sich an einer Druckerei mit Zeitungsverlag, die er 1842 vollständig übernahm. Levysohn gab in seinem Verlag anfangs Werke von Achim von Arnim und Bettina von Arnim heraus, die ihn allerdings später vor Gericht verklagte. Außerdem wurde er Herausgeber des Grünberger Wochenblattes, der ersten Tageszeitung der Stadt.
Levysohn war seit 1836 Mitglied des literarischen Vereins Tunnel über der Spree um Theodor Fontane. 1841 wurde er Mitglied des Börsenvereins der Deutschen Buchhändler.

### Mitglied der Frankfurter Nationalversammlung
Nach Beginn der Märzrevolution 1848 engagierte sich Wilhelm Levysohn für die demokratische Bewegung. Er wurde im April Leiter des Vereins der Freisinnigen in Grünberg und Mitglied im Rustical-Verein. Im gleichen Monat musste er sich wegen Verbreitung einer Schmähschrift gegen Friedrich Wilhelm IV. vor Gericht verantworten. Dies führte im August zu einer Verurteilung zu einem Jahr Festungshaft und einer Geldbuße.
Im September 1848 wurde Wilhelm Levysohn in die Frankfurter Nationalversammlung als Abgeordneter für den  12. schlesischen Wahlbezirk (Grünberg — Freistadt) als Nachfolger von Carl Rödenbeck gewählt. Er begann seine Tätigkeit am 3. Oktober. Die Nationalversammlung hob seine Immunität allerdings auf und genehmigte  die Fortsetzung der Untersuchungen durch die preußischen Behörden. In zweiter Instanz wurde das Urteil auf neun Monate Gefängnis reduziert.
Wilhelm Levysohn gehörte auch dem darauffolgenden Rumpfparlaments in Stuttgart bis zu dessen Ende am 18. Juni 1849 an. Er war Mitglied der linken Fraktion Deutscher Hof und des Centralmärzvereins.
Anschließend verbüßte er seine Gefängnisstrafe in Cosel (und  Grünberg?). Der Hochverratsprozess wegen seiner Teilnahme am Rumpfparlament endete aber mit einem Freispruch.
Nach der Entlassung aus der Haft nahm Levysohn seine Tätigkeit als Verleger in Grünberg wieder auf. Er starb 1871 und wurde auf dem Jüdischen Friedhof (jetzt ul. Wrocławska) bestattet.

## Familie
Levysohn war verheiratet. Söhne waren
- Arthur Levysohn (–1908), wurde Chefredakteur des Berliner Tageblatts
- Fedor Ulrich Levysohn (1846–1908), leitete danach den Verlag W. Levysohn in Grünberg und später den Berliner Börsen-Courier

## Werke
Wilhelm Levysohn verfasste einige Schriften, teilweise als Weleu.
- Weleu: Der hinkende Teufel in der Paulskirche, Grünberg 1849 (Digitalisat)
- Briefwechsel zwischen Wilhelm und Philippine Levysohn 1848. Für die Familie gedruckt. Grünberg, Levysohn 1906

## Verlag W. Levysohn

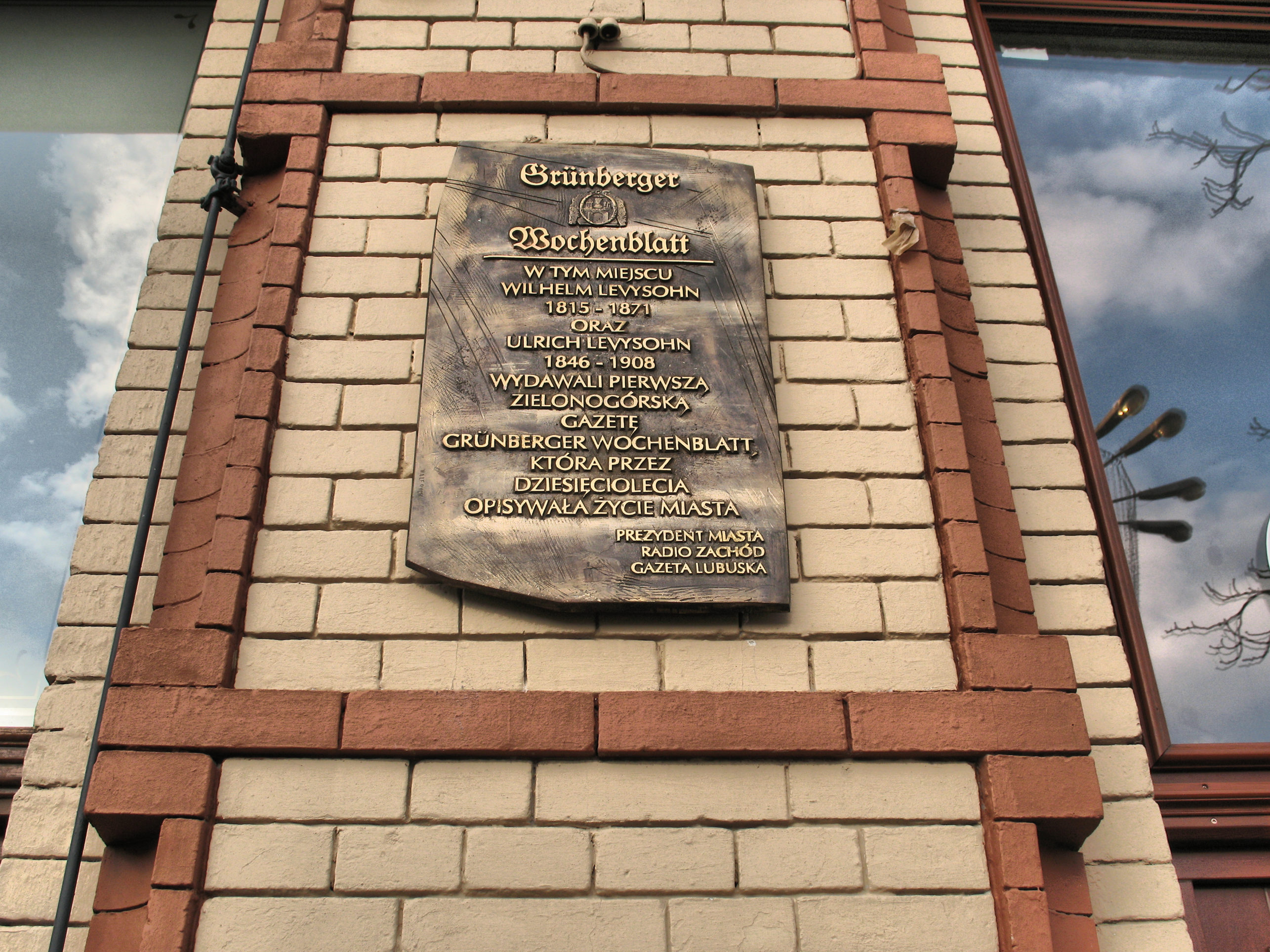
Gedenktafel für die Druckerei des Grünberger Wochenblatts, mit Namen von Wilhelm Levysohn und Ulrich Levysohn

Im Verlag W. Levysohn in Grünberg erschienen Bücher zu verschiedenen Themenbereichen, darunter Regionalliteratur und eine Stellungnahme der jüdischen Gemeinde. Zeitschriften waren unter anderem
- Grünberger Wochenblatt
- Der Hausfreund,
- die Kritischen Blätter
- Levysohns Ziehungsliste sämtlicher in- und ausländischer Staatspapiere, Eisenbahnaktien, Rentenbriefe, Lotterieanleihen usw., ab etwa 1853, sehr gute Resonanz

Später übernahm sein Sohn Ulrich Levysohn den Verlag und danach Eduard Levysohn.